# Haus Assen

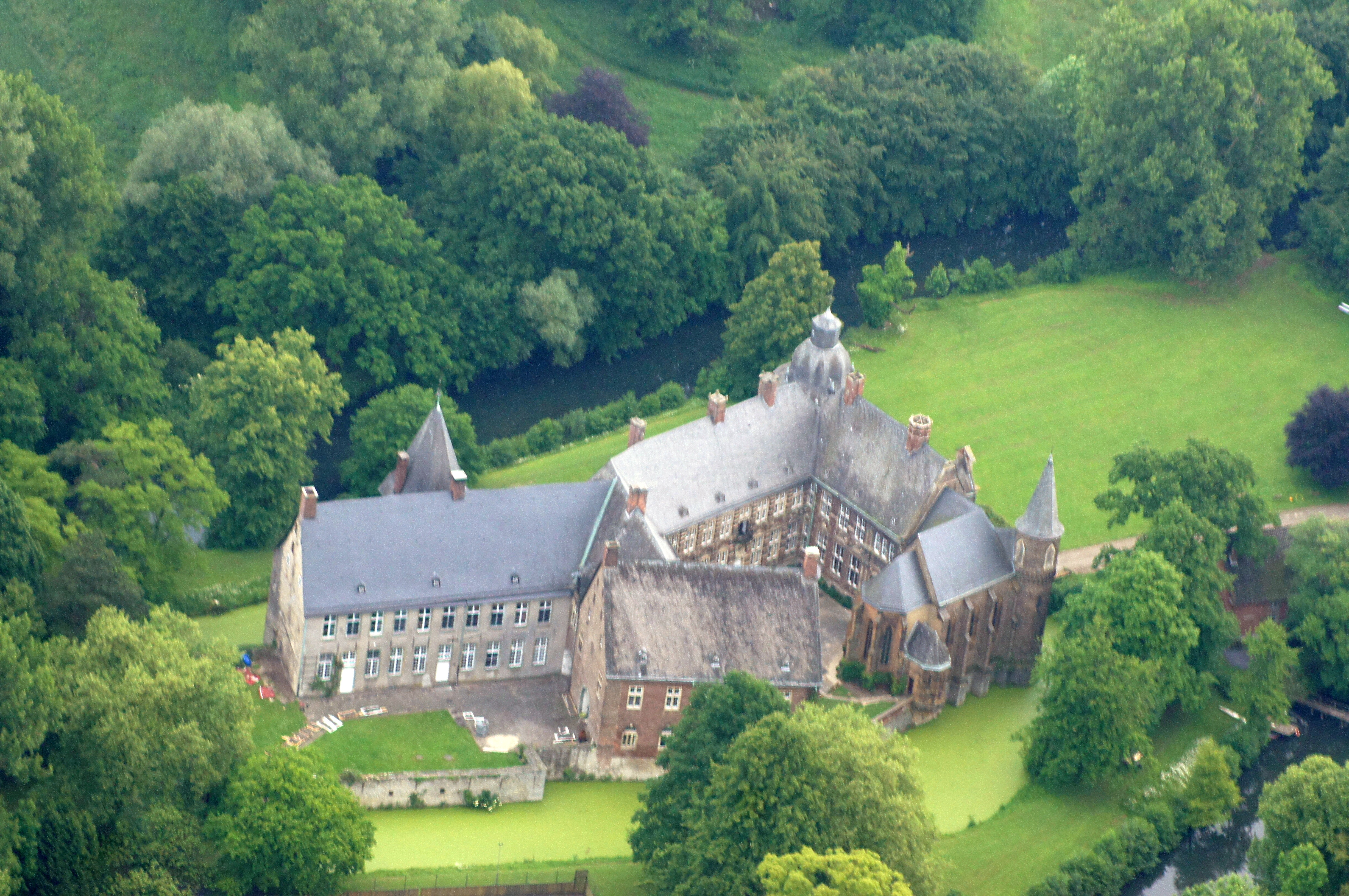
Haus Assen

Haus Assen ist ein Wasserschloss im Stil der Lipperenaissance in Lippborg, einem Ortsteil der Gemeinde Lippetal im Kreis Soest (Nordrhein-Westfalen).

## Geschichte

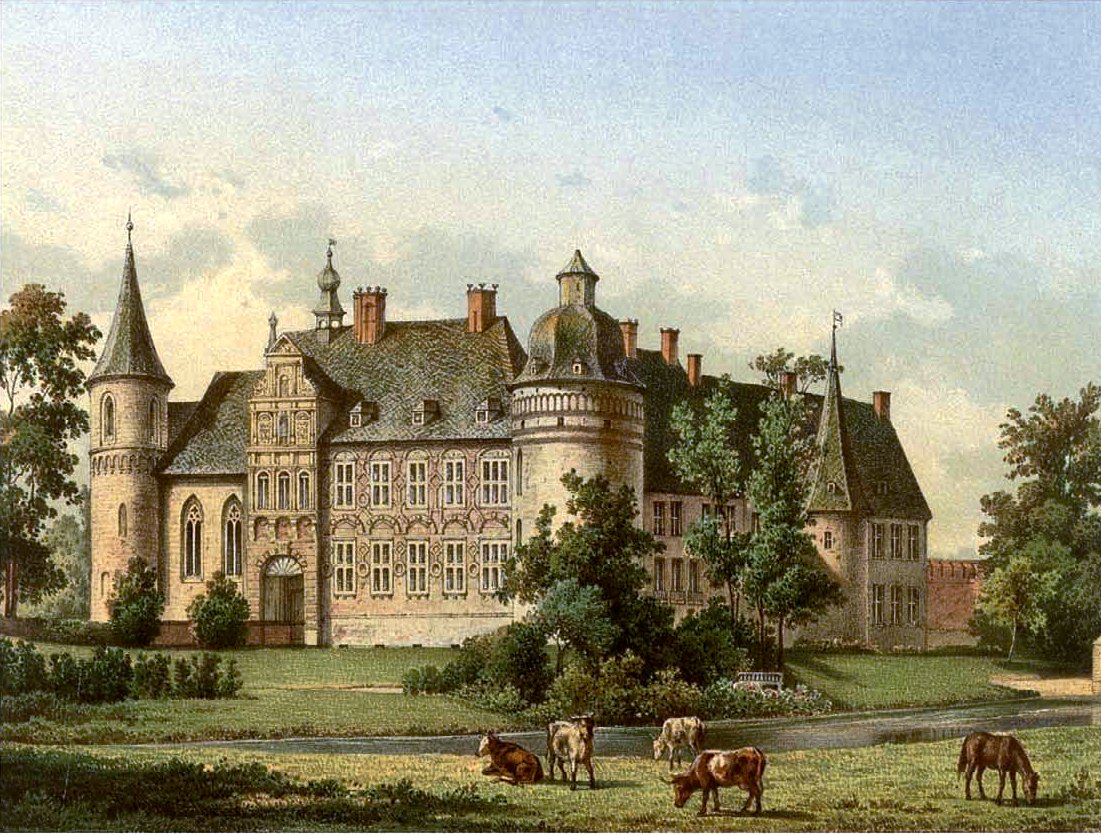
Haus Assen um 1860

Die bereits im 11. Jahrhundert bestehende „Borch to Assen“ gehörte zum Amtshof Honsel an der Lippe, den Kaiser Heinrich II. 1023 dem Abdinghofkloster in Paderborn schenkte. 1384 erhielt Röttger von Ketteler die Burg als Lehen. Der Besitz wurde 1455 geteilt. 1564 baute Laurenz von Brachum im Auftrag von Goswin von Ketteler das südlich der Burg gelegene Haus Neu-Assen; sein Bruder lebte in der alten Burg. Die Gebäude wurden später miteinander verbunden. Ende des 16. Jahrhunderts wurden die getrennten Besitzungen vereint, als Konrad von Ketteler Odilia von Ketteler heiratete. Das Erbe aus der kinderlos gebliebenen Ehe ging an Odilias Schwester Eva, die Goswin von Ketteler zu Hovestadt geheiratet hatte. Nächste Erbin war Goswins Schwester, verheiratet mit Gottfried von Heyden. Nachdem Erbstreitigkeiten nicht beigelegt werden konnten, kaufte Johann Heinrich von Galen, unterstützt von seinem Bruder Christoph Bernhard von Galen das Anwesen und bezog Haus Assen 1653. Christoph Bernhard von Galen, Fürstbischof von Münster, wollte mit seinem Bruder einen Vertrauten an der Südgrenze seines Territoriums wissen. Nachdem der Assener Zweig der Familie ausgestorben war, übernahm der aus Dinklage stammende Clemens August Graf von Galen (1748–1820) Haus Assen. Das Schloss war ab 1850 zweiter Wohnsitz der Familie neben Burg Dinklage, dem heutigen Kloster Burg Dinklage. Matthias Graf von Galen (1800–1878), Schwager des Mainzer Sozialbischofs Wilhelm Emmanuel von Ketteler, und seine Frau erneuerten Haus Assen von Grund auf und bauten im Jahr 1858 die neogotische Schlosskapelle. Haus Assen blieb bis 1997 im Besitz der Familie.
Nach der Krise des Bankhauses Schröder, Münchmeyer, Hengst & Co. (SMH) im Jahre 1983 sah sich der persönlich haftende Frankfurter Privatbankier Ferdinand Graf von Galen Ende 1984 gezwungen, das Haus seinem Vater zu übertragen und seine zum Haus Assen gehörenden Wälder und Wiesen für 32 Millionen Mark (so berichtete damals der Spiegel) an den Fleischgroßhändler Alexander Moksel und dessen Ehefrau Antonie zu verkaufen. Mit dem Ausverkauf seines westfälischen Stammsitzes, der seit 1653 im Besitz der Familie gewesen war, konnte der Bankier seine Privatschulden tilgen. 1997 schenkte sein Vater, das damalige Oberhaupt der einstigen westfälischen Grafenfamilie von Galen, Christoph Bernhard Graf von Galen (1907–2002), der nach dem Tod seiner Frau alleine auf dem Schloss lebte, seinen Wohnsitz der Ordensgemeinschaft Diener Jesu und Mariens (SJM). Seine Entscheidung begründete er so: „Meine Frau ist bereits 1992 gestorben, meine Kinder sind längst erwachsen und nicht daran interessiert, Haus Assen zu übernehmen und weiterzuführen. Der Aufwand für die Erhaltung und die Erneuerung ist groß. Und ich wohne hier alleine in dem großen Gebäude. […] Ich dachte deshalb daran, irgendeine katholische Institution zu finden, die Haus Assen angemessen benutzen kann, aber auch die damit verbundenen Lasten übernehmen will.“ Durch seine Tochter Johanna Gräfin von Westphalen, Ehrenpräsidentin der von den SJM geistlich betreuten Katholischen Pfadfinderschaft Europas (KPE), kam von Galen mit der 1988 gegründeten Ordensgemeinschaft in Kontakt und übergab ihr 1997 Haus Assen. 1949 hatte er bereits einen weiteren Stammsitz der Familie, die Burg Dinklage im Oldenburger Münsterland, dem Orden der Benediktinerinnen übergeben. 2018 verlegten die SJM ihr Noviziat von Blindenmarkt nach Haus Assen.

## SJM-Kolleg Haus Assen

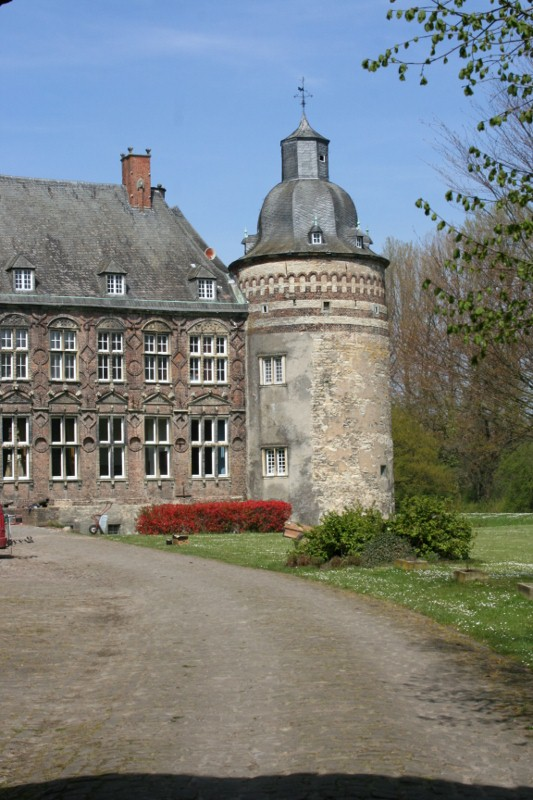
Haus Assen

Die Kongregation betrieb von 1997 bis 2016 in dem Wasserschloss mit dem Kolleg Kardinal von Galen ein Internat für Jungen, das nach Christoph Bernhard Graf von Galens Onkel Clemens August Graf von Galen benannt war. Bis 2012 stand es unter Leitung von Pater Raphael von Canstein. Das Kolleg sollte ursprünglich zum Gymnasium ausgebaut werden, was jedoch im Dezember 2005 an der Verweigerung der Genehmigung durch das Kultusministerium von Nordrhein-Westfalen scheiterte. Der Schulunterricht für die Bewohner des Kollegs wurde daher unabhängig von der Ordensgemeinschaft außerhalb des Schlosses in einem Gymnasium in Beckum erteilt.
Zum Jubiläum des zehnjährigen Bestehens der Einrichtung wurde am 8. September 2007 im Innenhof des Wasserschlosses ein Denkmal des Namensgebers Kardinal von Galen eingeweiht. Die Bronzeskulptur des Kölner Bildhauers Elmar Hillebrand stellt den Kardinal sitzend mit den Manuskripten seiner Predigten aus dem Jahr 1941 dar.
Am 22. Januar 2016, einen Tag nach dem Tod Gräfin von Westphalens, kündigte Pater Paul Schindele als Generaloberer der SJM die Schließung des Internats zu Beginn der Sommerferien an. Es sei nicht gelungen, ausreichend Schüler für einen weiteren Betrieb des Internats zu gewinnen; die Schülerzahl sei von ehemals 17 Personen auf 10 gefallen. Das Gebäude solle aber baulich saniert und weiterhin von den SJM genutzt werden. Für die Reparatur des Daches wurde ein Betrag von mehr als 250.000 € veranschlagt. Im Sommer 2016 wurde das Internat wie angekündigt geschlossen. Im Januar 2017 wurden in der Gruft und im Keller die geplanten Sanierungsarbeiten eingeleitet, auf dem Gelände wurde eine Bauhütte eingerichtet.